# Спуманте (футбольний клуб)
«Спуманте» (рум. Spumante) — нині неіснуючий молдовський футбольний клуб з міста Криково, що існував у період з 1994 по 1997 рік.

## Історія
Клуб було засновано в 1994 році.
Це дозволило клубу наступного року виступати в Національному дивізіоні. У вищій лізі Молдови сезону 1995/96 клуб посів 7 місце. У Кубку Молдови 1995/96 «Спуманте» зумів дістатися до півфіналу, де поступився тираспільському «Тилігулу». У наступному Чемпіонаті Молдови з футболу 1996/1997 сезону «Спуманте» був виключений з першості, після другої за рахунком неявки на матч, це трапилося у грі 21 туру з клубом «Аттіла».
Клуб припинив своє існування в 1997 році.

## Відомі гравці
- Андріан Богдан
- Еміліан Карас
- Олег Шишкін
- Юрій Гаврилов

## Відомі тренери
- Сергій Дубровін
- Іліє Карп (1997)